# Rabenwürger
Der Rabenwürger (Laniarius poensis) ist eine Vogelart aus der Familie der Buschwürger (Malaconotidae).
Die Art wurde als konspezifisch mit dem Kongowürger (Laniarius holomelas), dem Grauaugenwürger (Laniarius willardi) und dem Füllebornwürger, (Laniarius fuelleborni) angesehen.
Der Vogel kommt auf Bioko, im äußersten Südosten Nigerias und im Westen Kameruns
vor.
Der Lebensraum umfasst primären Bergwald, Waldränder, dichtes Unterholz an steilen Hängen, Galeriewald und Bambus von 600–2200 m Höhe.
Der Artzusatz bezieht sich auf den früheren Namen der Insel Bioko „Fernando Póo“ nach dem portugiesischen Seefahrer Fernão do Pó.
Der Rabenwürger ist ein Standvogel.

## Merkmale
Die Art ist 18 bis 20 cm groß und wiegt zwischen 30 und 49 g. Das Männchen ist vollständig dunkel schwarz glänzend bläulich schimmernd, die Flügel sind an der Spitze deutlich gebogen, der Schwanz etwas. Die Iris ist bläulich-schwarz, Schnabel und Beine sind schwarz. Weibchen sehen gleich aus, vielleicht etwas blasser gefärbt, haben etwas kürzere Flügel und Schwänze. Jungvögel sind matter und glanzlos.
Dieser Würger ist dem Füllebornwürger (Laniarius fuelleborni) äußerst ähnlich, unterscheidet sich durch die Lautäußerungen, das Verbreitungsgebiet und die Färbung der Jungvögel, denen der olivgrünen Überhauch des Fülleborn fehlt.

## Geografische Variation
Es werden folgende Unterarten anerkannt:
- L. p. camerunensis Eisentraut, 1968 – Kamerun und Nigeria, etwas größer mit grauer Iris
- L. p. poensis (Alexander, 1903), Nominatform – Bioko

## Stimme
Der Ruf des Männchens wird als lärmig, regional unterschiedlich und aus einer Vielzahl an Pfeif- und Rasselgeräuschen beschrieben, die meist im Duett vorgetragen werden.
Das Spektrum ist außergewöhnlich breit mit Wechselgesang an Rufen und Pfiffen, unvergleichbar mit denen anderer Buschwürger. Häufig sind Folgen von Glockentönen gefolgt von einem explosiven „tchak“.

## Lebensweise
Die Nahrung besteht hauptsächlich aus Insekten, gelegentlich Schnecken, die meist paarweise, oft auch in gemischten Jagdgemeinschaften tief im Schatten im dichtesten Bewuchs gesucht werden. Die Art folgt Dorylus Wanderameisen.
Die Brutzeit liegt – soweit bekannt – zwischen November und Januar sowie im März in Kamerun.

## Gefährdungssituation
Der Bestand gilt als „nicht gefährdet“ (Least Concern).